# Test Drive Cycles
Test Drive Cycles – komputerowa gra wyścigowa, wyprodukowana i wydana w 2000 przez Infogrames. Test Drive Cycles jest pierwszą grą z serii Test Drive, w której gracz kieruje jedynie motocyklem.

## Rozgrywka
W grze występuje 35 licencjonowanych motocykli, m.in. firmy Kawasaki. W grze gracze mogą się ścigać na wielu torach, między innymi w Waszyngtonie, na plażach Bali, w kanionach Utah, w Alpach, w Riwierze Francuskiej, w Amsterdamie i w Hongkongu.